# Игнатий Мариупольский
Митрополит Игнатий (в миру Иа́ковос Гозади́нос, греч. Ιάκωβος Γοζαδίνος или Иаков Хазадинов; 1715, Греция — 16 февраля 1786, Мариуполь) — епископ Константинопольской православной церкви, затем — Русской православной церкви, митрополит Готфский и Кефайский.

## Биография
Святитель Игнатий родился на острове Фермия в Греции в 1715 году и принадлежал знатному роду Гозадинов. С юных лет воспитывался на святой горе Афон, где он и принял монашеский постриг. Позже был рукоположён в священники, затем возведён в епископский сан. Впоследствии был вызван в Константинополь и назначен членом Вселенского патриаршего синклита и возведён в сан архиепископа.
После смерти в 1769 году митрополита Готфского и Кефайского Гедеона поставлен митрополитом на его кафедру.
23 апреля 1771 года Игнатий прибыл в Крым. Игнатий поселился в Успенском скиту возле греческого селения Мариамполь, которое находилось под Бахчисараем, ставшем в XVIII веке резиденцией митрополита Готского. Приезд святителя на полуостров совпал с разгаром очередной русско-турецкой войны. Опасаясь полного духовного порабощения и физического уничтожения своей паствы, святитель обратился к русскому правительству с прошением принять крымских христиан в русское подданство и дать им землю для поселения.
Императрица Екатерина II дала согласие, и 23 апреля 1778 года, на Пасху, митрополит Игнатий после литургии в пещерном храме Свято-Успенского скита призвал верных христиан готовиться к исходу из многовекового пленения.
21 мая 1779 Екатерина II издала грамоту, которая определяла положение греков в Российской империи.
Указом Святейшего синода от 14 марта 1779 года митрополит Игнатий был причислен к Собору русских архиереев, с сохранением древнего титула Готский и Кафайский, ему также предоставлялось право пожизненного управления епархией в составе всех греков и пользоваться в своей епархии всеми каноническими правами правящего архиерея. В официальном реестре российских архиереев митрополит Игнатий занимал место непосредственно после архиепископа Словенского и Херсонского.
Греки в 1779—1780 годах вместе с другими христианами Тавриды переселились из Крыма, сначала в необустроенное ещё после ухода казаков Запорожье, а после поездки Игнатия в Петербург и подачи взяток чиновникам и прошения императрице на ещё пустующие тогда северные берега Азовского моря, где вскоре основали, по ходу своего движения на юг, около двадцати сёл. Преосвященный Игнатий занимался расселением своих пасомых на новых землях и часто сам выбирал места для их поселения.
5 августа 1780 года митрополит вместе с духовенством и поселенцами в количестве трёх тысяч человек прибыли к определённому им месту, где двумя годами ранее, на базе бывшего поселения распущенных к тому времени сечевиков-запорожцев уже был основан новый южный город, переименованный по прошению греков в Мариуполь.
Митрополит Игнатий умер 16 февраля 1786 года и был похоронен справа перед иконостасом в соборной церкви святого Харлампия (на месте построенного потом здания ДОСААФа) в Мариуполе по восточному обычаю: в склепе были поставлены кресла, и митрополит в полном архиерейском облачении сидит в этих креслах.
В 1788 году Готфская митрополия была упразднена и присоединена к Славянской епархии.

## Канонизация и почитание
11 июня 1997 года решением Священного Синода Украинской православной церкви (Московского Патриархата) был причислен к лику святых. День памяти — 3 (16) февраля.
15 ноября 1998 году, в Николаевском кафедральном соборе города Мариуполя, был совершён чин прославления святителя Игнатия Мариупольского.
17 июля 2003 года в Донецке на территории Донецкого металлургического завода был открыт Храм Святителя Игнатия Мариупольского.
30 ноября 2017 года Архиерейский собор Русской православной церкви канонизировал Игнатия Мариупольского для общецерковного почитания.